# Erik Ursich
Erik Ursich (Venezia, ...) è un musicista e scrittore italiano.
Polistrumentista appassionato di musica elettronica e sintetizzatori analogici, suona il basso nel gruppo italo-francese Grimoon.

## Biografia
Polistrumentista appassionato di musica elettronica e sintetizzatori analogici, Erik Ursich comincia a comporre musica elettronica e sperimentale nel 1990. Nel 1991 è tra i fondatori del gruppo musicale Piripacchio & i Mostriciattoli, attivi dal 1991 al 1998 e una delle prime formazioni ad eseguire reinterpretazioni di sigle di anime e serie televisive degli anni sessanta e settanta in versione punk. Negli stessi anni fonda la sua etichetta discografica Vacca Stracca Recordings, con la quale realizza dal 1992 al 1996 molteplici autoproduzioni su musicassetta.
Nel 2000 compone ed interpreta le colonne sonore per alcuni film indipendenti e amatoriali, soprattutto per la Borza Produzioni di San Giorgio delle Pertiche. Nel 2003 escono i suoi primi album ufficiali: la raccolta delle colonne sonore composte per cortometraggi indipendenti, Soundtracks vol. 2, e l'album Switched on T.A.R.M., per il progetto Señor Tonto. Señor Tonto è lo pseudonimo utilizzato dallo scrittore e dj di Pordenone Enrico Sist durante le sue performance in apertura dei concerti dei Tre Allegri Ragazzi Morti, mentre il progetto musicale è una sorta di bluff, prodotto in collaborazione con il gruppo pordenonese e pubblicato dalla loro etichetta indipendente La Tempesta Dischi, in cui il Señor Tonto è uno pseudonimo dietro cui si nasconde, in qualità di musicista, Erik Ursich, che esegue una serie di cover lounge al Moog e altri sintetizzatori analogici dei brani più celebri dei Tre Allegri Ragazzi Morti. Alla fine del 2003 Erik Urisch entra inoltre a far parte della formazione italo-francese Grimoon in qualità di bassista.
Nel 2004 Erik Ursich inizia a collaborare con la Punch Records di Tairy Ceron, che pubblica alcuni suoi album su vinile e CD. Di quell'anno è il primo album Kanashii – Il piacere della tristezza, che raccoglie varie composizioni elettroniche strumentali. Nel 2006 si esibisce nella sua performarce V.C.O. (Volta Controlled Orgy), che unisce musica elettronica suonata dal vivo con proiezioni di cortometraggi sperimentali che vanno dagli anni cinquanta agli anni settanta. Nel 2008 esce il terzo album Electronic Diffraction Patterns, sempre per la Punch Records, e nel 2009 il quarto, 3048, per l'etichetta Farmacia901, a cui viene successivamente affiancata la versione in DVD, dove la musica del CD fa da colonna sonora per alcuni vecchi cortometraggi sperimentali.
Collabora inoltre come autore di articoli con varie fanzine e testate musicali, occupandosi di musica elettronica, cinema di genere, in particolare fantascienza, sigle televisive, vecchi giocattoli. Nel 1998, in collaborazione con Fabio Casagrande Napolin e Ivan Fedrigo, pubblica per la Tunnel Edizioni di Bologna il saggio di cinema di fantascienza di invasione aliena Attacco Alieno! Guida al cinema d'invasione spaziale 1950-1970.

## Discografia

### Discografia solista

#### Album
- 1992 - La sperimentasiùn la gà 'na forsa de leùn
- 1992 - Ma che belle musichette
- 1993 - Rettangolo nero
- 1993 - C'era una volta un filo d'era che era solito tarpare le connessioni adiacenti
- 1993 - E il titolo
- 1993 - Marconi's great polenta: radio days
- 1993 - Cyberpanche: n793 ÷19993
- 1993 - Mia nonna in cariola: bù
- 1993 - Budello infame: raffinatezze
- 1994 - Morbo di Parkinson: minimalismo neurovegetativo
- 1996 - Antimateria: musiche per viaggi senza ritorno
- 2001 - Soundtracks
- 2002 - Delirious Monad
- 2003 - Soundtracks vol. 2
- 2004 - Kanashii – Il piacere della tristezza
- 2008 - Electronic Diffraction Patterns
- 2009 - 3048

#### EP
- 2015 - Final Muzik CD-Singles Club 09 (split con Uncodified)

#### Singoli
- 2015 - In Heaven (Everything Is Fine) MK Ultra (con In Vitro Test e Sylvia Schlecker)

#### Collaborazioni
- 2019 - In Vitro Test Le dernier jour dans l'espace

#### Partecipazioni
- 2005 - AA.VV. Red Planet Vol. 1 con il brano Ophelia
- 2005 - PAY Federico Tre e il destino infausto con il brano Intervallo
- 2007 - AA.VV. New World Order con il brano Sospeso
- 2008 - Casa Remake con il brano Tutti impazziscono per i tuoi occhi di cammello ma lui no
- 2008 - AA.VV. We're Punch Addicted con il brano Taeter Somnium

### Discografia con Piripacchio & i Mostriciattoli

#### Album in studio
- 1992 - Piripacchio & i Mostriciattoli
- 1994 - Vietato gettare treni dal finestrino
- 2003 - L'incompiuta

#### Raccolte
- 2020 - Tutto

### Discografia con Señor Tonto

#### Album
- 2003 - Switched On T.A.R.M.

#### Singoli
- 2003 - Fortunello
- 2004 - Hooray for Santy Claus

### Discografia con Grimoon

#### Album
- 2006 - La lanterne magique
- 2008 - Le 7 vies du chat
- 2010 - Super 8
- 2012 - Le Deserteur

#### Singoli ed EP
- 2004 - Demoduff#1

#### Collaborazioni
- 2008 - Deviazioni (Un omaggio a Vasco Rossi) con il brano Una canzone per te
- 2011 - Addosso! con il brano Vinni cu' Vinni

## Videografia
- 2010 - 3048

## Libri
- Fabio Casagrande Napolin, Ivan Fedrigo, Erik Ursich Attacco Alieno! Guida al cinema d'invasione spaziale 1950-1970, Tunnel Edizioni, Bologna, 1998. ISBN 8887067074